# Sutton on Trent
Sutton on Trent is een civil parish in het bestuurlijke gebied Newark and Sherwood, in het Engelse graafschap Nottinghamshire met 1331 inwoners.